# Steven Zipperstein
Steven Jeffrey Zipperstein (geboren 1950) ist ein US-amerikanischer Historiker für die Geschichte der Juden in Osteuropa. 

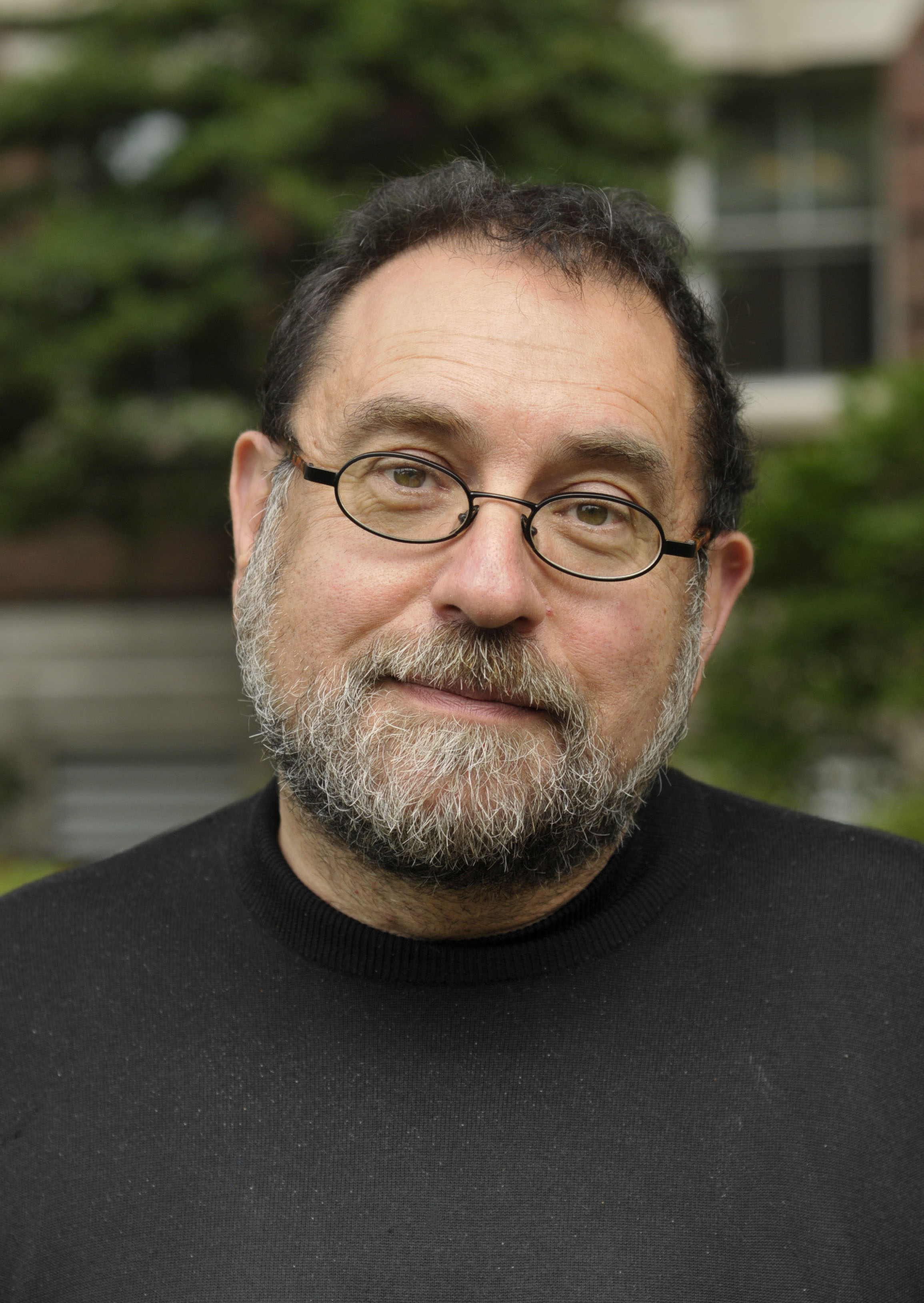
Steven Zipperstein (2008)

## Leben
Steven Zipperstein besuchte ab 1968 das Hebrew Theological College in Skokie, Illinois. Er studierte 1970 und 1971 an der Hebräischen Universität Jerusalem und ging 1972 an die University of California, Los Angeles. Dort machte er 1973 einen B.A. in Soziologie, 1975 einen M.A. in Geschichte und wurde 1980 mit einer Dissertation zur jüdischen Geschichte in Russland promoviert. Zipperstein arbeitete sechs Jahre an der Oxford University und war als Gastdozent an Universitäten in Russland, Polen, Frankreich und Israel eingeladen. Er ist Professor für Jüdische Kultur und Geschichte an der Stanford University. 
Zipperstein war für zwanzig Jahre Redakteur der Zeitschrift Jewish Social Studies und war Herausgeber der Stanford Studies in Jewish History and Culture. Mit Anita Shapira gibt er die Jewish Lives series bei der Yale University Press heraus. 
2023 wurde Zipperstein in die American Academy of Arts and Sciences gewählt. 

## Schriften (Auswahl)
- The Jewish community of Odessa from 1794–1871 : social characteristics and cultural development. Los Angeles, University of California, Dissertation 1980.
- The Jews of Odessa: A Cultural History, 1794–1881. Stanford University Press, Stanford, Calif. 1985.
- mit Ada Rapoport-Albert (Hrsg.): Jewish history : essays in honour of Chimen Abramsky. Halban, London 1989.
- Assimilation and Community in Nineteenth Century Europe. Cambridge University Press, New York 1992.
- Elusive Prophet: Ahad Ha'am and the Origins of Zionism. Halban, London 1993. (National Jewish Book Award)
- Imagining Russian Jewry: Memory, History, Identity. University of Washington Press, Seattle 1999.
- mit Ernest S. Frerichs (Hrsg.): Zionism, liberalism and the future of the Jewish state : centennial reflections on Zionist scholarship and controversy. The Dorot Foundation, Providence, R.I. 2000.
- The Worlds of S. An-sky: A Russian Jewish Intellectual at the Turn of the Century. Stanford University Press, Stanford, Calif. 2006.
- Rosenfeld's Lives: Fame, Oblivion, and the Furies of Writing. Yale University Press, New Haven, Conn. 2009.
- Pogrom: Kishinev and the Tilt of History. Liveright Publishing Corporation, New York 2018.